# Richard Garrett & Sons

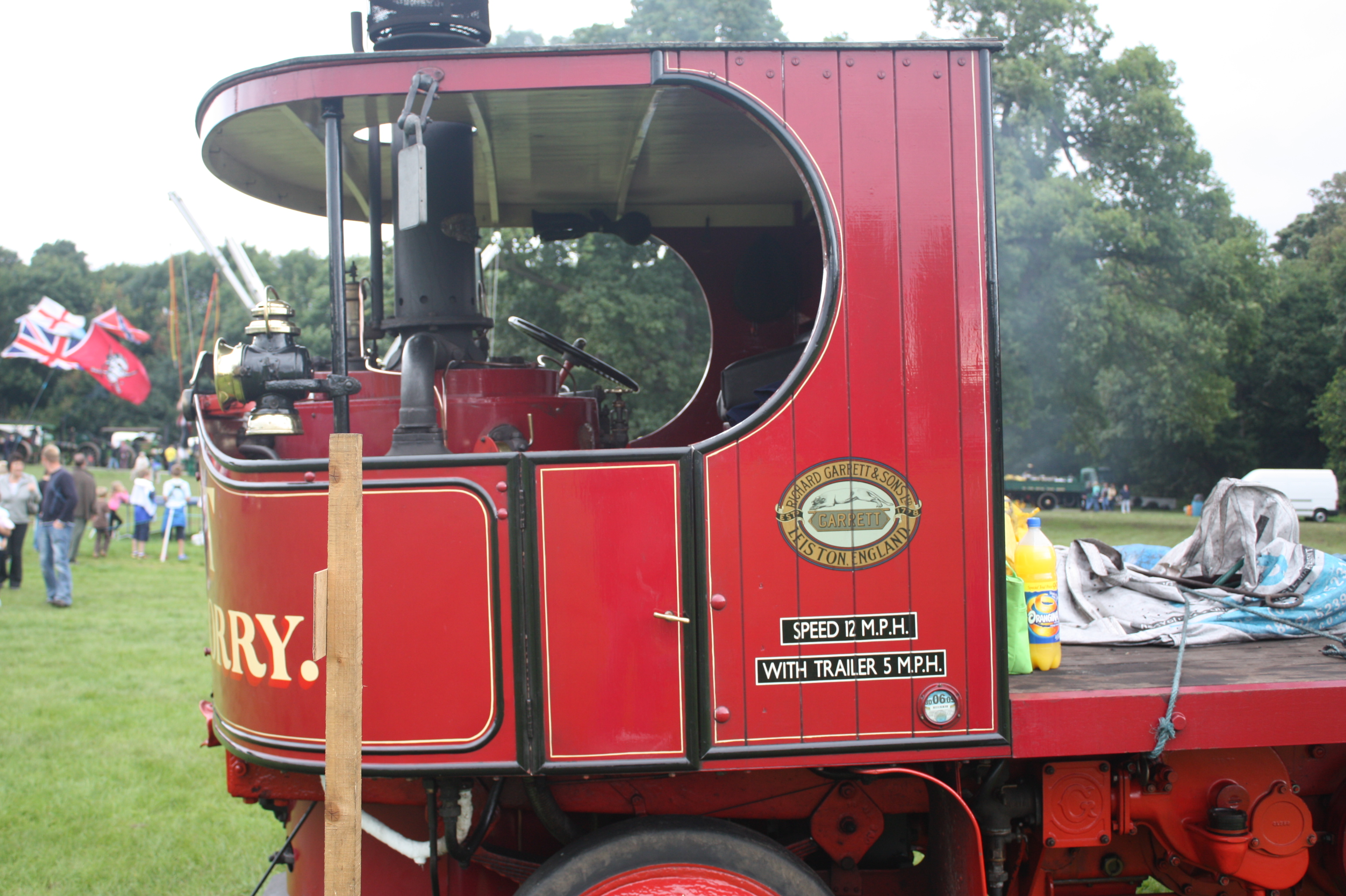
Dampfgetriebener Lkw von Garrett

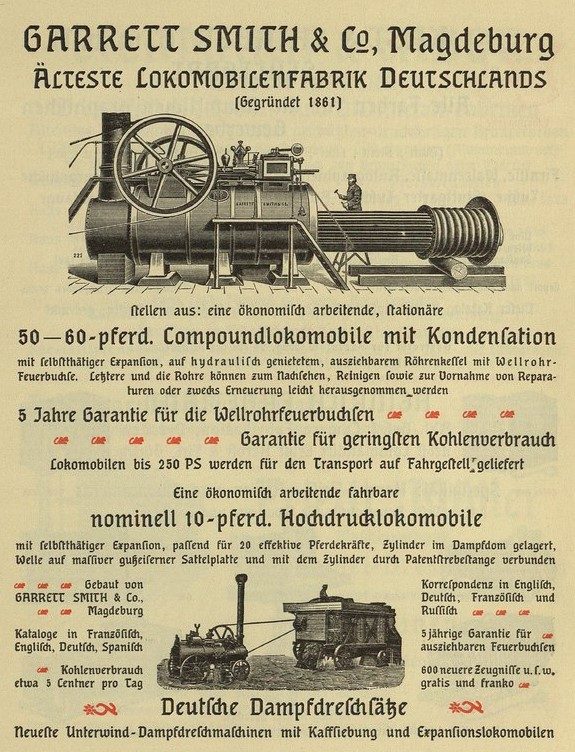
Zweigfirma in Magdeburg (1900)

Richard Garrett & Co Ltd war ein britischer Landmaschinen- und Nutzfahrzeughersteller. Das in Leiston beheimatete Unternehmen produzierte von 1904 bis 1939 verschiedene Lkw.

## Geschichte
Das Unternehmen geht auf eine 1778 von Richard Garrett (1757–1839) in Leiston gegründete Messerschmiede zurück. Sein Sohn Richard Garrett II (1779–1837) übernahm 1805 die Geschäfte und organisierte das Unternehmen später als Richard Garrett & Sons. Die Söhne waren Richard III (1807–1866), Balls und Newson. Ab 1806 wurden Mähdrescher hergestellt und ab 1812 trat das Unternehmen als Eisenwarenhändler auf, dem 1822 die Eisenwarenhandlung von Jonathan Mills in Harleston angegliedert wurde. Nachdem Richard Garrett III bereits seit 1826 für die Finanzen verantwortlich gewesen war, übernahm er 1836 den Betrieb in dritter Generation.
Bereits Mitte des 19. Jahrhunderts wurden dampfgetriebene Landmaschinen und Zugmittel hergestellt und beispielsweise nach Deutschland exportiert zum Verkauf durch das Unternehmen Carl Wilh. Runde. Der Stammsitz des Unternehmens befand sich im ländlichen Suffolk. Im Jahr 1904 begann man mit der Produktion des ersten dampfgetriebenen Lkw. 1920 trat das Unternehmen dem neu gegründeten Industriekombinat Agricultural and General Engineers (AGE) bei, das Betriebe in den Bereichen Landtechnik, Maschinen-, Motoren-, Anlagen- und Fahrzeugbau umfasste. Ab 1921 stieg man auch in den Markt der elektrisch betriebenen Fahrzeuge ein.
1925 versuchte Garrett erfolglos, sich im Lokomotivenbau zu etablieren. Auch ein Traktor mit 40HP-Dampfmaschine und Vorrichtungen zum Pflügen, Ziehen und Dreschen namens Suffolk Punch wurde ein Fehlschlag. Das innovative, aber zu teure Fahrzeug konnte nur in acht Exemplaren abgesetzt werden.
Ab 1928 wurden auch einige Trolleybusse hergestellt. Der dieselgetriebene Lkw des Unternehmens erschien 1930, zum Einsatz kam ein Sechszylinder-Dieselmotor von Blackstone, einem anderen AGE-Mitglied der ersten Stunde. Konstruktiv handelte es sich um einen Dampfkraftwagen, bei dem der Dieselmotor den Platz des Dampfkessels im vorderen Teil des Fahrzeuges einnahm. Auch dieser Lkw war, wie alle Lastkraftwagen von Garrett, als Frontlenker ausgelegt. Die Höchstgeschwindigkeit von 12 mph entsprach den damaligen gesetzlichen Vorschriften.
In den 1930er Jahren wurde Garrett ein Teil der Beyer Peacock Group. Die Produktion von Lkw wurde langsam heruntergefahren, so dass Garrett ab 1939 keine Straßenfahrzeuge mehr herstellte.
Ab 1961 war Garrett als Engineering- und Maschinenwerkzeughersteller aktiv. Das Unternehmen bestand bis 1978 oder 1981.